# Peter D. Mitchell
Peter Dennis Mitchell (n. 29 septembrie 1920, Surrey, Anglia, Regatul Unit al Marii Britanii și Irlandei – d. 10 aprilie 1992, Bodmin, Anglia, Regatul Unit) a fost un chimist britanic, laureat al Premiului Nobel pentru chimie (1978).